# 第10軍団エクェストリス
第10軍団エクェストリス（ラテン語: Legio X Equestris）とは、ユリウス・カエサルが創設したローマ軍団のひとつ。紀元前61年の創設となり、カエサルのもとで数多くの勝利に貢献した。またカエサルもこの第10軍団を自らの護衛として重用、カエサル直属の軍団としてガリア戦記にその名が記されている。紋章は牡牛。
第10軍団は紀元前45年に軍務を解かれた。しかしその兵士たちはカエサル暗殺後のマルクス・アントニウスとオクタウィアヌスの闘争に参加する。その後解散、第10軍団ゲミナの中に組み込まれた。

## 創設
第10軍団は紀元前61年、ヒスパニアにてユリウス・カエサルの命により召集された。その後軍団はポンペイウス召集の第8軍団、第9軍団と合流、カエサルの指揮の下で戦役を重ねる。紋章が牡牛となった理由は召集された月に起因する。そしてヒスパニアにて敵対部族の征圧に従事した。